# Auguste Havez
Pour les articles homonymes, voir Havez.
Auguste Havez, né le 4 avril 1897 à Carvin (Pas-de-Calais) et mort le 11 février 1959 à Perpignan, est un militant communiste français, dirigeant du PCF, syndicaliste et résistant.

## Biographie
Fils d'un mineur de Calonne-Ricouart, Auguste Havez qui avait été secrétaire de mairie dans cette localité adhère au Parti communiste après le congrès de Tours de décembre 1920. En 1927, Georges Marrane, maire d'Ivry-sur-Seine, l'embauche au service d'état civil de la mairie, le nomme régisseur du service des soupes populaires de la commune, et en fait un des animateurs du 4e rayon communiste de la région parisienne.
En 1931, Havez part à Moscou suivre les cours de l'École léniniste internationale. Son séjour dure un an et demi. Au cours de l'année 1933, le Bureau politique du PCF le charge de suivre la région communiste de Bretagne. Il s'installe sur place et devient secrétaire de l'Union régionale des syndicats unitaires de Bretagne, puis, à la réunification de la fin de l'année 1935, secrétaire adjoint de l'Union départementale CGT du Finistère. C'est lui qui crée en 1935 le journal La Bretagne ouvrière, paysanne et maritime.
En 1936, Auguste Havez revient à Vitry-sur-Seine. Après les élections législatives d'avril-mai, le Parti communiste lui confie la fonction de secrétaire du groupe parlementaire communiste à la Chambre des députés.
À l'automne 1939, après la dissolution du parti prononcée par Édouard Daladier, il est nommé responsable régional en Bretagne. Après l'occupation de la France par les Allemands, en juin 40, il est de tous les responsables régionaux celui qui imprime à la presse et aux tracts communistes la tonalité la plus antinazie. Il rédige notamment un tract avec cette conclusion : « Pas de répit avant d'avoir bouté les forces hitlériennes de notre pays ». (Aucun exemplaire de ce tract ne semble toutefois avoir subsisté.) Il est alors en contact avec Marcel Paul – ils sont   semble-t-il  les deux responsables du Parti pour la Bretagne. Il s'oppose ensuite à la politique de semi-légalisation menée par le parti en septembre et octobre 1940 et au mot d'ordre de « Thorez au pouvoir ». Il conclut un rapport par « Que Maurice me pardonne mais s'il doit prendre le pouvoir dans ces conditions, ce ne peut être que comme gauleiter ». Vers la fin de l'année 1940, Venise Gosnat le remplace dans l'Ouest et Havez entre au triangle de direction nationale du Secours populaire en 1941.
La police l'arrête au mois de mars 1942. Après avoir séjourné à la prison de Clairvaux puis à celle de Blois, il est transféré à Compiègne et déporté en Allemagne à Mauthausen, Melk et Ebensee d'où il est libéré le 14 mai 1945. Havez avait contribué à l'organisation de la résistance dans les camps. Son attitude pendant l'Occupation lui vaut d'être nommé chevalier de la Légion d'honneur[Quand ?].
Membre du Comité central après la Libération, puis écarté de cet organisme, il devient épicier et milite dans sa section de Vitry-sur-Seine. Il rejoint Auguste Lecœur à la Nation socialiste et décède en 1959.

## Sources
- Article de Jean Maitron et Claude Pennetier in Dictionnaire biographique du mouvement ouvrier, Éditions ouvrières, Paris, 1989
- Philippe Robrieux, Histoire intérieure du parti communiste. Tome IV, Fayard, 1984